# Geraldo de Paula Souza
Geraldo de Paula Souza (Assaí, 1 de novembro de 1961) é um bispo católico brasileiro, atual bispo auxiliar de Niterói.

## Biografia
Natural de Assaí, no Paraná, Monsenhor Geraldo de Paula Souza nasceu em 1º de novembro de 1961. Filho de Vicente de Paula Souza e de Terezinha de Jesus Souza tem 22 irmãos, sendo que 7 do primeiro casamento de seu pai e 16 do segundo casamento. Na sequência dos nascimentos é o 17º filho. Quando Monsenhor Geraldo tinha 1 ano a família mudou-se para Aparecida, onde ele permaneceu até os 19 anos, quando ingressou no Seminário.
Em 1981, ingressou no Propedêutico no Seminário Santa Terezinha, em Tietê – SP. Cursou Filosofia na Pontifícia Universidade Católica de Campinas, e em 1985 iniciou o Noviciado no mesmo Seminário. No dia 1º de fevereiro de 1986, fez seus primeiros votos religiosos na Congregação do Santíssimo Redentor e a Profissão Perpétua, em 19 janeiro de 1989.
Em 1986 iniciou os Estudos Teológicos, no Instituto Teológico de São Paulo. E, em 19 de agosto de 1990 foi ordenado diácono. Exerceu o diaconato na favela do Jardim Oratório por dois anos. Em 29 de agosto de 1992 foi ordenado presbítero no Santuário de Nossa Senhora Aparecida, em Aparecida – SP.
Em 1991, ainda como diácono, assumiu a Formação dos futuros Missionários Redentoristas. De 1991 a agosto de 1992, foi formador dos estudantes de teologia em Mauá, SP; setembro de 1992 ao fim de 1998, formador dos estudantes de Filosofia em São Paulo; e de 1999 a 2002, foi formador dos estudantes de teologia em São Paulo, SP.
Já de 2003 a 2005, responsável pela formação dos propedeutas em Aparecida, SP.; 2006 a 2008, foi formador dos estudantes de Filosofia em Campinas, SP.; já 2009 a 2011, foi Promotor Vocacional em São Paulo, SP., ainda em 2011, Monsenhor Geraldo, foi formador dos seminaristas do Ensino Médio em Aparecida, SP. Durante esse período de 1991 a 2011, Monsenhor Geraldo assumiu o serviço do Secretariado de Formação junto ao Governo Provincial.
“De 1994 a 2002 pude ministrar aulas de Bíblia e de Liturgia mensalmente para quarenta pessoas das Comunidades de Santana e Santa Luzia, na Zona Norte de São Paulo. Muita dessas pessoas mantém o vínculo fraterno até hoje. O grupo intitula-se: ‘Grupo de Amigos Santo Afonso Maria de lIgório.’”, destacou Monsenhor Geraldo de Paula.
De 1994 a 2002 cursou Psicologia na Universidade São Marcos em São Paulo, cursou Especialização em Orientação Vocacional e Profissional pelo Sedes Sapientiae em São Paulo e o Curso de Especialização em Sociopsicodrama pela Pontifícia Universidade Católica de Goias, Go. Ainda como estudante de teologia, e depois como diácono e padre, foi monitor do Curso de Verão promovido CESEEP para a formação de agentes pastorais das diversas comunidades cristãs espalhadas por todo o Brasil por 25 anos (1987 a 2013).
“Como Psicólogo pude fazer parte da equipe de psicólogos que acompanhavam os vocacionados redentoristas. Pude por 12 anos realizar atividades psicológicas para ajudar no discernimento vocacional dos nossos vocacionados, participando dos Encontros e Convivências Vocacionais.”, destacou ele em sua Biografia.
Em 2012 a 2014 exerceu o trabalho Pastoral no Santuário de Nossa Senhora Aparecida. De 2003 a 2005 foi Orientador Espiritual de uma Equipe de Nossa Senhora (equipe de casais) em Aparecida, onde reassumiu a orientação em 2009 até 2014.
Em 2015 assumiu as Santas Missões Redentoristas, morando na casa de Noviciando em Tietê, SP. No ano 2016 assumiu uma missão em Portugal com mais quatro redentoristas do Brasil, ajudando os Redentoristas de Portugal que por falta de membros para continuar a pastoral, onde permaneceu até 2019.
No dia 21 de julho de 2019, assumiu a Paróquia Nossa Senhora do Perpétuo Socorro, do Jardim Paulistano em São Paulo, SP., onde está até o momento. Ano passado passou a coordenar o clero do Setor Jardim, da Região Sé da Arquidiocese de São Paulo, onde faz parte da Comissão dos Presbíteros da Região Sé.
Monsenhor Geraldo de Paula, organizou nos anos de 1987 e 1988 a Cartilha para Alfabetização de Adultos do Jardim Oratório, Mauá, SP, em 2009 e 2010, publicou artigos Vocacionais para o Jornal Santuário de Aparecida. Em 2015 lançou 3 livros vocacionais em parceria com a Irmã Sandra de Souza, ASCJ pela Editora Santuário – Aparecida, SP.: Despertando a Minha Vocação; Descobrindo a Minha Vocação e Respondendo a Minha Vocação.
De 2010 a 2020, escreveu artigos para jornais e revistas sobre vocação, psicologia e pastoral e em 2022, participou da elaboração do Livro do Jubileu dos 70 anos da Paróquia Nossa Senhora do Perpétuo Socorro do Jardim Paulistano, São Paulo pela Editora Santuário, Aparecida, SP.
A Ordenação Episcopal de Monsenhor Geraldo de Paula Souza, será no dia 20 de dezembro, terça-feira, às 9h, no Catedral Basílica de Nossa Senhora Aparecida. A Ordenação será transmitida pela TV Aparecida, Redes Sociais da Arquidiocese e a Rádio Anunciadora. Todos são convidados a se unirem em Oração.